# Kameruns herrlandslag i fotboll
Kameruns herrlandslag i fotboll kallas de otämjbara lejonen (fr. Lions Indomptables) och spelade sin första match den 13 april 1960 i Madagaskar, och slog Franska Somaliland (senare Franska Afar- och Issaterritoriet, därefter Djibouti) med 9-2.
Kameruns fotbollslandslag tillhör Afrikas bästa. Kamerun har sedan 1980-talet befäst sin ställning som ett av Afrikas bästa landslag genom segrar i Afrikanska mästerskapet. Kamerun var första afrikanska landslag att nå kvartsfinalomgången i VM (1990).

## Historia
Kamerun spelade sin första officiella landskamp 1960 och vann med 9-2 mot Franska Somaliland. Landslaget hade grundats redan 10 år tidigare sedan ledande personer i förbundet besökt Frankrike. En första match spelades mot Nice (2-3). Motståndet har nästan uteslutande varit andra afrikanska länder och först under senare år utökats till motstånd från övriga världen. Det franska inflytande har varit stort med många proffs i den franska ligan och franska förbundskaptener. Under senare år har en rad kamerunska spelare tagit plats i Europas toppklubbar.

## Afrikanska mästerskapet
Kamerun deltog först 1970 efter flera misslyckande kval. Man vann sin första match med 3-2 mot Elfenbenskusten. Sedan slog man Etiopien i nästa match med samma siffror. I sista matchen förlorade man med 1-2 mot Sudan. 1972 på hemmaplan gick bättre i alla fall. Man slog enkelt Kenya med 2-1. Sedan slog man Togo med 2-0 och blev klar för semifinal. Man spelade sedan 1-1 mot Mali. Däremot förlorade laget semifinalen mot Kongo (0-1). I bronsmatchen kunde Kamerun spela ut och slog då Zaire med 5-2. Alla målen gjordes i första halvlek.
Det skulle dock dröja till 1982 innan man var tillbaka. Man gick inte vidare men tog tre poäng. På sina tre matcher hade man målskillnaden 1-1. 1984 hade man med sig veteranen Roger Milla. I första matchen förlorade Kamerun med 0-1 mot Egypten. I andra matchen slog man Togo med 4-1. Sedan slog man Elfenbenskusten med 2-0 efter att Roger Milla gjort ett av målen. Man slog sedan Algeriet i semifinalen på straffar. I finalen besegrade man Nigeria med 3-1 och tog därmed sin första titel.
Man kom tillbaka med Roger Milla igen 1986. I gruppspelet besegrade Kamerun Zambia och Algeriet med 3-2. Man spelade även 1-1 mot Marocko. I semifinalen slog man ut Elfenbenskusten med 1-0 efter mål av Milla. I finalen förlorade man mot Egypten på straffar. Lagets och hela turneringens skyttekung blev Roger Milla med fyra mål.
I första matchen 1988 slog man Egypten med 1-0. Sedan spelade man 1-1 mot Nigeria. I den avslutande matchen spelade man 0-0 mot Kenya. I semifinalen slog man ut Marocko med 1-0. I finalen slog man Nigeria med 1-0 efter att Kamerun avgjort på straff. 1990 var Kamerun tillbaka som favoriter. I första matchen förlorade man dock överraskande med 0-1 mot Zambia. Det blev även förlust i nästa match mot Senegal med 0-2. I sista matchen slog man Kenya med 2-0, det räckte dock inte för avancemang och Kamerun var utslagna. Turneringen 1992 vann man mot Marocko i öppningsmatchen med 1-0. Sedan fick man 1-1 mot Zaire och det räckte för avancemang. I kvartsfinalen slog man ut Senegal med 1-0. I semifinalen förlorade man dock mot Elfenbenskusten på straffar. I bronsmatchen förlorade man med 1-2 mot Nigeria.
1996 vann man mot Egypten med 2-1. Anmärkningsvärt var att Kamerun i den föregående matchen förlorat med hela 0-3 mot Sydafrika. Man spelade sedan 3-3 mot Angola. Man slogs ut i gruppen igen. År 1998 i öppningsmatchen slog man Burkina Faso med 1-0. Sedan fick man 2-2 mot Guinea. Sedan slog man Algeriet med 2-1 och det räckte för avancemang. I kvartsfinalen förlorade man med 0-1 mot DR Kongo. Till mästerskapet 2000 fanns i truppen bland andra den unga talangen Samuel Eto'o och Patrick Mboma. I första matchen spelade man 1-1 mot Ghana. Sedan slog man Elfenbenskusten med 3-0. Och det räckte för avancemang trots en 0-1-förlust mot Togo. Sedan slog man ut Algeriet med 2-1. I semifinalen slog man Tunisien med hela 3-0. Och i finalen mot Nigeria tog Kamerun sin tredje titel.
2002 vann man mot Senegal i finalen efter straffar. 2004 åkte man ut mot Nigeria i kvartsfinalen. 2006 vann man sin grupp och samtliga matcher men i kvartsfinalen blev Didier Drogbas Elfenbenskusten för svåra. 2008 gick man till final men förlorade mot Egypten.

### Kamerun i VM
Kamerun har en given plats i VM-historien. Efter tidiga VM-framgångar för Marocko (1970) och Tunisien (1978) gjorde Kamerun VM-debut 1982. Tidigare stora turneringar sträckte sig till OS i Moskva 1980. Laget överraskande alla och missade avancemang från det första gruppspelet enbart på gjorda mål gentemot de blivande världsmästarna Italien. Kamerun förblev obesegrat men trots detta missade man alltså avancemang. Men det fram till 1982 okända Kamerun hade gjort sina första avtryck i VM-historien och äntligen fått mäta sig mot europeiskt toppmotstånd i VM.
VM-succé 1990

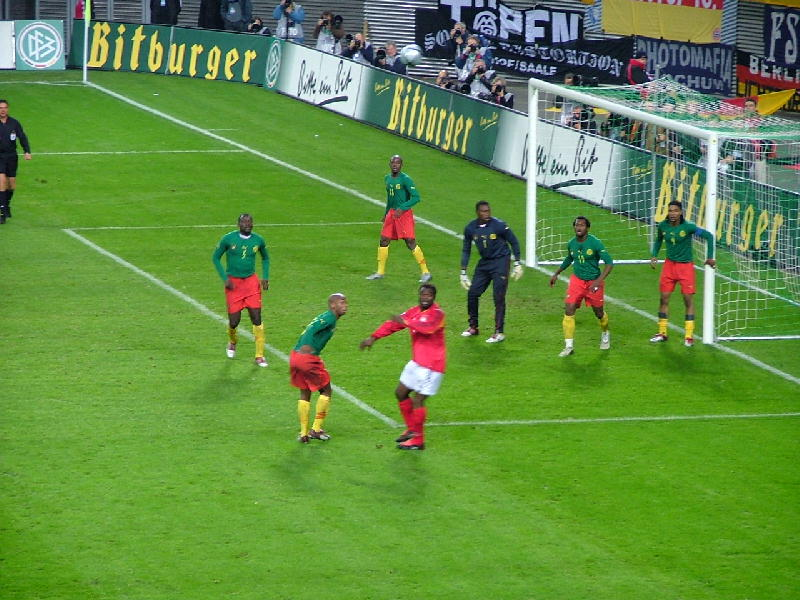
Kamerun 2004.

1990 var Kamerun tillbaka i VM och hade då vunnit två afrikanska mästerskap. Laget hade erfarenhet från 1982 med sig nu med bl.a. en av Kameruns bästa genom tiderna som veteran - Roger Milla. Milla blev symbolen för Kameruns framfart i VM i Italien. I den första matchen stod man för en av VM:s stora överraskningar genom att besegra de regerande världsmästarna Argentina med Diego Maradona vid rodret - Biyik målskytt. I upptakten vann man mot Rumänien med 2-1 efter två mål av Roger Milla. Milla var ett fenomen som var i sitt livs form - 38 år ung.  I den avslutande matchen mot Sovjetunionen var man redan klara för nästa omgång och ställde ut skorna - storförlust med 0-4. I åttondelen blev Kamerun historiska efter seger mot Colombia. Kamerun var i och med segern det första afrikanska landslaget som nådde kvartsfinal i VM. Roger Milla stod återigen för två mål. I kvartsfinalen var Kamerun nära att bli än mer historia - semifinalen var inom räckhåll. Kamerun ledde mot England med tio minuter kvar. Gary Lineker kvitterade för England till 2-2 och i förlängningen avgjorde Lineker återigen via straffpunkten. Kameruns öde var beseglat men Kamerun var ett av VM:s stora utropstecken.
1994 var Kamerun tillbaka i VM men kunde inte ta sig vidare från gruppspelet där blivande bronsmedaljörerna Sverige var en av motståndarna. Inledningen mot Sverige blev behållningen där Kamerun länge ledde med 2-1 innan Sverige genom Martin Dahlin kvitterade till 2-2. Seger här och Kamerun hade haft ett bättre läge i de följande matcherna. I de följande matcherna blev det storförluster mot blivande världsmästarna Brasilien (0-3) och Ryssland (1-6). VM 1994 blev det sista framträdandet för VM-hjälten Roger Milla Som spelade andra halvleken mot Ryssland och han hade knappt varit på plan i en minut innan han nätade. Han blev då både VM:s äldste spelare och målskytt.
1998 var Kamerun tillbaka i VM och laget var återigen konkurrenskraftigt. Nya spelare hade tillkommit med bl.a. stjärnskottet Samuel Eto'o. Laget fick bara oavgjort i premiären mot Österrike sedan Österrike kvitterat på övertid. En klar förlust mot Italien gav laget fortfarande chansen till vidare spel. Seger mot Chile i den sista gruppspelsmatchen var ett måste men man fick bara oavgjort och slutade med 2 poäng sista i den jämna gruppen. 2002 ställde Kamerun ett starkt lag på benen som hade ett par meriterade landslagsår bakom sig med OS-guld och seger i African Nations Cup 2000. Men Kamerun lyckades inte ta sig vidare efter förlust mot blivande finalisterna Tyskland och oavgjort Irland, och då räckte inte seger mot Saudiarabien.
2010 så är Kamerun tillbaka i VM efter att ha vunnit sin kvalgrupp före Gabon, Togo och Marocko.

### Kamerun i afrikanska mästerskapen
Kamerun deltog för första gången 1970 och har vunnit turneringen fyra gånger (delat rekord) samt varit i final en gång. Kamerun var värd för turneringen 1972. De tre första segrarna kom alla efter finalseger över Nigeria. 2002 vann man mot VM-kvartsfinalisten Senegal efter straffar.

### Kamerun i OS
År 2000 vann Kamerun OS-guld. I gruppspelet besegrade man Kuwait och spelade oavgjort mot USA och Tjeckien. I kvartsfinalen vann man mot Brasilien med 2-1 efter förlängning efter mål av Mbami. Brassarnas mål kom på frispark....av Ronaldinho. I semin vann man mot Chile. I finalen var motståndet Spanien. Spanien gjorde både 1 och 2-0. Unge 16-årige målvakten Idriss Kameni räddade också en straff. I andra halvleken gjorde Amaya självmål och i 58:e minuten gjorde Samuel Eto'o 2-2. Kamerun vann på straffar.

### FIFA Confederations Cup
Kamerun har deltagit tre gånger i Fifa Confederations Cup i egenskap av afrikanska mästare. Första gången deltog man 2001 men vann bara en match. 2003 var man med igen och det gick betydligt bättre med gruppseger efter segrar mot Brasilien och blivande bronsmedaljörerna Turkiet (oavgjort mot USA). Kameruns framgång med silver i turneringen överskuggades helt av Marc-Vivien Foés plötsliga bortgång. Foé avled plötsligt under semifinalen mot Colombia. Finalen blev en känslofylld upplevelse där Foé hyllades gemensamt av Kamerun och Frankrike.

## Kameruns matchställ
Landslagets traditionella färger är gröna tröjor, röda shorts och gula strumpor, vilket motsvarar färgerna i landets flagga.

### Kontroverser
FIFA förbjöd Kameruns tajta ärmlösa tröjor inför VM 2002 och menade att de var västar, inte tröjor. Laget hade burit dem under hela Afrikanska mästerskapet i Mali, där de vann turneringen. FIFA krävde dock en ny design för VM i Japan och Sydkorea, vilken godkändes. Inför afrikanska mästerskapen 2004 varnades laget av Confederation of African Football (Caf) efter att laget beställt en matchdräkt i ett stycke (shorts och överdel hopsydda).

## Kända spelare
- Samuel Eto'o (Chelsea)
- Roger Milla (SC Bastia)
- Patrick Mboma
- Rigobert Song (Liverpool)
- Idriss Kameni (Espanyol)
- Alexandre Song Bilong (FC Barcelona)
- Joel Matip

## Förbundskaptener i urval
- Winfried Schäfer
- Claude Le Roy
- Valerij Nepomniachi

## VM-trupper

### Världsmästerskapet i fotboll 2002
| - Boukar Alioum (Panaithainikos) - Bill Tchato (Ankaraspor) - Pierre Womé (Werder Bremen) - Rigobert Song (Liverpool) - Raymond Kalla (All-Rayyan) - Pierre Njanka (RC Lens) - Joseph Ndo (Paris-Saint-Germain) - Geremi Njitap (Real Madrid) - Samuel Eto'o (Chelsea FC) - Patrick Mboma (Juventus Turin) - Pius N'Diefi (Goztepe) - Lauren Etame Mayer (Arsenal London) | - Lucien Mettomo (Maccabi Hajfa) - Joël Epalle (Dynamo Kijów) - Nicolas Alnoudji (Real Salt Lake) - Jacques Songo'o (Espanyol Barcelona) - Marc-Vivien Foé (Denizlispor) - Patrick Suffo (FK Moskwa) - Salomon Olembé (Tottenham London) - Joseph-Désiré Job (Olympique Lyon) - Idriss Carlos Kameni (KSC Lokeren) - Daniel Ngom Kome (Schalke 04) - Förbundskapten: Winfried Schäfer (Tyskland) |

### Världsmästerskapet i fotboll 1998
| - Jacques Songo'o - Joseph Elanga - Pierre Womé - Rigobert Song - Raymond Kalla - Pierre Njanka - François Omam-Biyik - Didier Angibeaud - Alphonse Tchami - Patrick Mboma - Samuel Eto'o - Lauren Etame Mayer | - Jouan Abanda - Augustine Simo - Joseph Ndo - William Andem - Michel Pensée - Samuel Ipoua - Marcel Mahouvé - Salomon Olembé - Joseph-Désiré Job - Boukar Alioum - Förbundskapten: Claude Le Roy |

### Världsmästerskapet i fotboll 1994
| - Joseph-Antoine Bell England Middlesbrough - André Kana-Biyik Kamerun Canon Jaunde - Rigobert Song Bulgarien CSKA Sofia - Samuel Ekémé Italien Inter Milan - Victor N'Dip Kamerun AOK Jaunde - Thomas Libiih Kamerun AOK Jaunde - Françis Omam-Biyik England Arsenal - Emile M'Bouh Ryssland CSKA Moskwa - Roger Milla Kamerun Canon Jaunde - Louis M'Fédé Turkiet Ankaraspor - Emmanuel Maboang Tyskland Kaiserslautern | - Paul Loga Serbien Partizan Belgrad - Raymond Kalla Italien Chievo Verona - Stephen Tataw Brasilien Internacional - Hans Agbo Kamerun AOK Jaunde - Alphonse Tchami Kamerun Canon Jaunde - Marc-Vivien Foé Skottland Glasgow Rangers - Jean-Pierre Fiala Grekland Panaithainikos - David Embé Polen Widzew Łódź - Georges Mouyémé Kamerun Canon Jaunde - Thomas N'Kono England Manchester United - Jacques Songo'o England Chelsea - Förbundskapten: - |

### Världsmästerskapet i fotboll 1990
| - Thomas N'Kono - Joseph-Antoine Bell - Jacques Songo'o - Bertin Ebwellé - Stephen Tataw - Victor N'Dip - Emmanuel Kundé - Jules Onana - Jean-Claude Pagal - Benjamin M - Alphonse Yombi - Louis M'Fédé | - Cyrille Makanaky - Emile M'Bouh - André Kana-Biyik - Thomas Libiih - Roger Feutmba - Roger Milla - François Omam-Biyik - Emmanuel Maboang - Eugène Ekéké - Bonaventure Djonkep - Förbundskapten: Valerij Nepomniachi (Sovjetunionen) |

### Världsmästerskapet i fotboll 1982
| - Thomas N'Kono - Joseph-Antoine Bell - Simon Tchobang - Michel Kaham - Edmond Enoka - René N'Djeya - Francois N'Doumbé - Ibrahim Aoudou - Elie Onana - Emmanuel Kundé - Ephrem M'Bom | - Grégoire M'Bida - Charles Toubé - Théophile Abega - Joseph Kamga - Joseph Enanga - Roger Milla - Jean-Pierre Tokoto - Paul Bahoken - Jacques N'Guea - Oscar Eyobo - Ernest Ebongué - Förbundskapten: Jean Vincent |